# Аркатова, Анна
Анна Аркатова (род. 1962, Рига, Латвийская ССР) — поэтесса, эссеист, переводчица

. Обозреватель журнала «Pshychologies», колумнист журнала «Медведь».

## Биография
Окончила школу в Кировограде, филологический факультет Латвийского университета и Литературный институт. Работала редактором, писала тексты для детского музыкального театра и для детских телепрограмм. Публиковалась в журналах «Знамя», «Арион», «Новая Юность», «Новый мир», «Октябрь», «Интерпоэзия», «Дружба народов», «Современная поэзия» и др.
Член Союза писателей Москвы. Живёт в Москве.

## Отзывы
Стихи Анны Аркатовой в большинстве своем отмечены печатью непосредственности — иногда подкупающе откровенной, иногда наивной, а порою оборачивающейся необязательностью. Стихотворение целиком располагается в монологичном пространстве рассуждения о себе изнутри и снаружи, попытки судить о происходящем в мире помимо авторского сознания практически отсутствуют либо даны иронически
— Дмитрий Бак. Литературовед. Октябрь. 2012, №4.

## Премии и награды
- 2006 — Лауреат Международного Волошинского конкурса[7]
- 2012 — Дипломант премии «Московский счет»

## Рецензии и полезная информация
- Страница в Журнальном зале[8]
- Страница в Читальном зале[9]
- Рецензия в «Независимой газете»[10]
- Рецензия на сайте «Культурная инициатива»[11]
- Страница на сайте «Литературное радио».[12]